# Ангвилара Венета
Ангвилара Венета (итал. Anguillara Veneta) је насеље у Италији у округу Падова, региону Венето.
Према процени из 2011. у насељу је живело 2938 становника. Насеље се налази на надморској висини од 2 м.

## Становништво
Према резултатима пописа становништва 2011. у општини је живело 4.594 становника.
| 1931. | 1936. | 1951. | 1961. | 1971. | 1981. | 1991. | 2001. | 2011. |
| ----- | ----- | ----- | ----- | ----- | ----- | ----- | ----- | ----- |
| 6.521 | 7.146 | 7.120 | 6.120 | 5.767 | 5.479 | 5.204 | 4.739 | 4.594 |